# San Luis de Lucma (distrito)
San Luis de Lucma é um distrito do Peru, departamento de Cajamarca, localizada na província de Cutervo.

## Transporte
O distrito de San Luis de Lucma não é servido pelo sistema de estradas terrestres do Peru.